# 汪民藝
汪民藝（？—？），灌縣人，清代政治人物。由乾隆乙酉拔貢，嘉慶十五年任鄰水縣教諭。是一位政治人物，清朝時曾在四川順慶府鄰水縣（位於今四川省東部，梁大同三年置，是一個千年古縣）擔任官吏。永川縣敎諭。